# Ledovitia obtusidens
Ledovitia obtusidens is een rondwormensoort uit de familie van de Enchelidiidae. De wetenschappelijke naam van de soort is voor het eerst geldig gepubliceerd in 1956 door Schuurmans Stekhoven.